# KARAKURI
KARAKURI（からくり）は、テクモ（現在はコーエーテクモゲームズ）が2005年12月15日に発売したPlayStation Portable用アクションゲーム。2006年10月26日には本作品をベースにいくつかの新要素を追加したPlayStation 2用のゲーム『コロボットアドベンチャー』が発売された。

## 概要
主人公ナットを操作して謎のカラクリロボット「ジュクル」と一緒に様々な仕掛けを解いたり、行く手に立ち塞がる敵を倒しながら遺跡を探索していくアクションアドベンチャーゲームである。

## ストーリー
古代文明の時代より遥か昔、考古学者達から「真古代」と呼ばれている時代、モールタール大陸に住んでいた人間は高度な技術をもつ文明を営んでおり、大いなる繁栄を手にしていた。ところが、突如として文明が滅び、数多くの遺跡を遺してそこに住んでいた人々も忽然と消失してしまった。
それから数万年という永い時が流れた後、大陸にはまた新たな文明が生まれていた。
大陸の外れの王国に古代人が遺した遺跡を研究するトルクバーネ研究所があった。研究所に所属する新米エージェントのナットはある日、初めて参加した遺跡調査でジュクルというロボットを見つけた。ジュクルとの出会いによってナットの運命は大きく変わっていく…。

## 陣形
陣形は△ボタンを押すと変更可能で、それぞれに固有の動作であるジョイントアクションがある。ジョイントアクションを行うにはジュクルが最低でも4体必要であり、最大8体で陣形を組んで行う。ジョイントアクションはジュクルの数が多いほど攻撃力が高く、対象範囲が広がる。
円陣形
ジュクルがナットを取り囲むように位置を取る、万能型の陣形。ジョイントアクションは「踏みつけ」で、ジョイントアクションの中では攻撃力が一番高い。先に進むと「胴投げ」ができるようになる。
縦陣形
ジュクルがナットの後ろに並ぶ陣形で、細い道を歩く時などに有効となる。ジョイントアクションは「背負い投げ」で、ジョイントアクションの中では攻撃力が二番目に高い。先に進むと「ぶら下がり」ができるようになる。
横陣形
ジュクルがナットの左右に並ぶ陣形で、全員で一斉に同一のアクションをする際に効力を発揮する。ジョイントアクションは「回転」で、周囲の複数の敵を攻撃出来るが、ジョイントアクションの中では攻撃力が一番低い。先に進むと「滑空」ができるようになる。

## ジョイントアクション
ジョイントアクションは円陣形以外はRボタンを押しながら□ボタンを押すことでできる。また、どのジョイントアクションでも敵にダメージを与えることができる。また、陣形に関わらずジョイント中（Rボタンを押している間）は、その時点でナットが立っている構造物からジュクル共々落ちることがないため、ダンジョン内で狭い足場を進む時はジョイントしたまま移動したほうが安全に進むことが出来る。
踏みつけ
×ボタンを押してから□ボタンを押すことでできる円陣形のジョイントアクション。ナットとジュクルが一斉に真上にジャンプして真下にあるものを体重をかけて踏みつける。床にあるスイッチを押したり、床板の材質によっては踏み抜くことも出来る。
背負い投げ
縦陣形のジョイントアクション。ジュクルがナットの背後に縦一列に並んで繋がった状態でナットがそれを前方に背負い投げる。主にダンジョン内にあるマグネットと呼ばれるブロックに張り付くときに使う。Rボタンを押しながら×ボタン押し、その後□ボタンを押すとジャンプしながら空中で背負い投げを繰り出す「ジャンプ背負い投げ」となる。アナログパットを前に倒しながらジャンプ背負い投げをすると、より遠いところにあるマグネットに張り付くことができる。
マグネット
ダンジョン内にある黄色と紺色で変わった模様が彫り込まれたブロック。主に地形の端に埋め込まれている長方形のブロックと空中に浮いている細長い棒状のものの2種類がある。背負い投げしたジュクルが当たると張り付く性質があり、ジュクルをはしごや橋がわりにして移動することができる。
回転
横陣形のジョイントアクション。ナットを中心にジュクルが左右二手に別れてナットと手を繋いで横一列に繋がり、その状態でナットを支点にして横向きに回転する。回転しながらの移動も可能である。長時間回転しているとナットが目を回してしまい、回転を止めたあとにその場でふらついたり、最悪の場合その場に倒れこんで大きなスキが出来てしまう。主に横向きについている歯車を回す時に使う。敵や物にぶつかってもある程度回転していないと弾かれてしまう。

### 応用
ダンジョン内でジュクルチップと呼ばれるアイテムを入手することでジョイントアクションに以下の動作が追加される。
胴投げ
ナットを勢いよく胴上げして高く放り上げ、マグネットがない高所にある地面や隠し部屋に行けるようにする円陣形の応用。
ぶら下がり
マグネットが空中に浮いてるときに使う。ジャンプ背負い投げと同じ操作で、マグネットに張り付いたあとはナットとジュクルが振り子のように前後に揺れ動く。この状態でタイミングよく□ボタンを押すことでマグネット同士を飛び移ることが出来、ボタンを1回押すとぶら下がっているマグネットから離れ、もう一度ボタンを押すと再度背負い投げの動作をして次のマグネットに張り付く。特に飛び移るマグネット同士の高低差がある場合、張り付く動作のボタンを押すタイミングを飛び移るマグネットの高さに合わせる必要がある。縦陣形の応用。
滑空
回転しながらジャンプを行った時に滑空する。ジャンプでは届かない場所に行く時に使う横陣形の応用。

## オタカラ
後述のオタカラパーツを消費することで変形・合体出来るロボット。ジョイントアクションと同じくダンジョン内でジュクルチップを入手することで使用出来るようになる。戦闘用と特定の場所でダンジョンの謎解きに使用するものの二種類がある。変形後は任意のタイミングで解除することも出来るが、戦闘用のオタカラは時間経過もしくは敵からの攻撃を受けることで、謎解き用のオタカラは動作を行うごとに画面左上のゲージに表示された耐久値が減っていき、0になると自動的に解除される。
ケンゴウ
刀を携えた侍のようなロボットに変形して強力な攻撃が出来るオタカラ。タイミングよくボタンを押すことで最大3回の連続攻撃が可能である。
ビッグバンド
特定の場所で発動できるオタカラで、プレイヤーがたどり着けない場所に置かれているブロックを移動させることが出来るクレーン。
ボムバルト
特定の場所で発動できる爆弾を投射するカタパルト。ジョイントアクションではダメージを与えられない敵や物にダメージを与えられる。
モノコロモ
特定の場所で発動できるオタカラ。機関車に変形してレールの上を走ることができる。レールの上には障害物や後述のキーパー・エラン、レールが途切れている部分が存在し、接触や落下をすると耐久値が減少する。これらはジャンプや左右に車体を傾けることで回避することが出来るほか、大砲を撃って攻撃することも出来る。一部のダンジョンのレール上には耐久値を回復するアイテムが設置されている。
メガハンマー
巨大なハンマーを使った強力な攻撃が出来るオタカラ。パワーを三段階まで溜めることが出来、溜めるごとに攻撃力が上がり攻撃範囲が広がる。
ハムハム
特定の場所で発動できるオタカラ。大きな回し車の外周に歯が付いた歯車に変形する。中にナットが入って走ることで遺跡内にある縦向きの歯車を動かすことが出来る。謎解き用のオタカラのなかで唯一時間経過によって解除される。
ガタンク
ガトリング砲を備えた戦車に変形して強力な攻撃が出来るオタカラ。
オクトパルス
レーザーを放つ大砲を備えた戦車に変形して非常に強力な攻撃が出来るオタカラ。複数の敵をロックオンして一度に攻撃することや一体の敵に複数回ロックオンして連続攻撃を行うことが可能で戦闘用のオタカラの中で最も強力なものである。クランクベルト国のとある隠し部屋に置かれている。

## アイテム
アイテムはステージのどこかに置いてあるか、敵が持っていたり、置き物を壊すと出てくることもある。また、何回でも出現する物と、1度取ると2度と出現しない物との2種類がある。
オタカラパーツ
オタカラに変形するときに必要で、緑と青と赤の3種類ある。
回復アイテム
ナットの体力を回復するアイテムで、最大（肉）、中（パン）、小（りんご）と3種類ある。
ハート
赤い液体が入ったフラスコで取ると体力が最大値まで回復し、更に体力の上限が少し増える。

## キャラクター
ナット
本作の主人公。トルクバーネ研究所に所属する14歳の新米エージェント。持ち前のプラス思考で降りかかる幾多のピンチをくぐり抜けていくが、やがて大きな陰謀に巻き込まれてしまう。
ジュクル
古代遺跡で発掘された謎のロボット。一緒に発掘されたリストバンドに反応して所持者に付き従う様子が従者のようだということで、トルクバーネ卿によって“従者カラクリ”略して“ジュクル”と名付けられた。
チャイム
研究所の通信オペレーター。17歳。少々オッチョコチョイだが危険を感じとる能力は研究所内でも一目おかれている。
トルクバーネ卿
王国の大臣兼研究所の最高責任者。遺跡に眠る真古代の文明を調べるために私財を投じて研究所を設立した。今一つ考えていることが読めない老人。
クラベス中尉
ナット達を邪魔する女性の敵。フューエル大佐の部下で、一見素敵なお姉さんだが、感情の起伏が激しいヒステリックな性格。大佐からの信頼は厚いものの、ここ一番でのマシントラブルに悩まされる。どうもツキが無い人物。愛用のカラクリはドリタンクだが、ロックラーと強力な古代兵器の組み合わせも使う。作中では強制2回+任意1回の計3回戦うことになり、最後の戦闘ではある人物に対する彼女の意外な気持ちが明らかになる。
月守慈天斎
東方の異文化国家「O-EDO国」から来た男。国許ではかなりの要職に就いているが、とある理由で棒禄が足りずさすらいの用心棒をしている。愛機はO-EDO製で異形の機体であるオブギョー。
フューエル大佐
表向きは軍部の大佐という要職についているものの、裏では密かに同志を集めて暗躍する謎の敵。軍人でありながら遺跡の秘密にも精通しており、ジュクルを執拗に狙ってくるが、その目的は謎に包まれている。愛機は大型の二足歩行ワーカーであるトルネーダー。

## ステージ
トルクバーネ研究所
主人公の所属する研究所。全ての指令はここで受けることになる。遺跡探索に必要なあらゆる情報が集められている。
バルブエア遺跡
うっそうとしたジャングルにそびえ立つ巨大なテーブルマウンテン。山肌のあちこちから滝が流れ落ちている程水が豊富で緑豊かな遺跡。真古代の人々が高度な技術を使って大地ごと天空へと隆起させたといわれている。
ダンパーコック遺跡
砂漠の谷に建立された神殿を含む巨大な遺跡地帯。砂に沈んでしまったオアシスの北部には葬祭殿があり、この地を治めていた王たちの魂が今も眠っている。複数の階層に分けられた多層建築になっており、侵入者を防ぐためのさまざまなトラップが仕掛けられている。
グラインダー渓谷
ダンパーコック遺跡の南東に位置する巨大な洞窟遺跡。真古代には採石場であったが、現在は謎の勢力のアジトとして使われ、ワーカーの整備工場を兼ねた巨大な軍事施設と化している。
クランクベルト国
研究所のある王国の隣国で、死火山の山腹に発展していった多層の城塞都市。火口部分はカルデラ湖になっていて、その湖の中心にはクランクベルト城が建っている。街の地下に埋もれている巨大な歯車群は真古代に造られたものであり、当時はこの土地を自在に動かしていたと伝えられている。
マスターギア空洞
ある条件を満たすと侵入できる星の中心核付近に存在する巨大な地下建造物。真古代の石板には「全てが生まれる場所、そして全てが止まる場所」と書かれている。

## 敵
キーパーとワーカーの二種類に大別される。キーパーは、遺跡を守る古代のカラクリロボットで流線型の無駄の無いデザインを特徴とする。明確な目的の為に造られ、小型の永久機関と推察される動力とプログラムによって人間の操作を受けず自律的に行動する。現代では遺跡の内部での活動しか認められず、遺跡への侵入者を妨害することから「キーパー」（遺跡を守る者）と呼ばれる。一方のワーカーは現代のテクノロジーで造られた蒸気機関を動力とする作業用のカラクリロボットで、無人のワーカーは単調な動きしか出来ず複雑な動作をこなすには人が乗り込んで操作しなければならないため、キーパーと比べると性能は高くない。
コドラン
卵形の胴体に二本の足がついた小型のキーパー。侵入者を見つけるとヒョコヒョコと近づき全身に帯びた電撃を浴びせてくる。
ピックス
体の周囲にトゲが生えた小型のキーパー。側面からの攻撃に耐性がある。
ピックル
頭に大きなトゲが生えた小型のキーパー。上からの攻撃に耐性がある。
ボートン
球状の体から翼を生やした鳥のような小型のキーパー。侵入者を見つけると急降下して口から砲弾を撃ってくる。
ビッタ
プロペラで浮遊しながら上空から遺跡を見張る小型のキーパー。侵入者を見つけると射程の長い砲弾を撃ってくる。一部のボス戦では砲口からビームを放出しながら飛び回るビッタと瓜二つの古代兵器が登場する。
エラン
体の周囲に刃物を備えた土星のような形の小型のキーパー。積極的に攻撃してくることはないが、モノコロモのレール上に佇んでいたり、ぶら下がりの導線上で一定の区間を直線状に往復して動く障害物になっていたりする。
コボット
軍事用に改良された小型のワーカー。四角い体に短い2本の足がついている。ライフルの弾を弾く程の装甲を備えているとされるが、作中では回転の一撃で一掃出来てしまう程度でしかない。個々の戦闘力は低いが大量に出現することが多い。
トビット
ビッタを参考にして開発された飛行型のワーカー。ビッタと比べると射程は長くないものの、ボートンと異なり上空から十分に狙いつけて砲弾を撃ち込んでくる。
オドラン
コドランを大きくしたような中型のキーパー。侵入者を見つけるとヘッドスライディングで突進攻撃をしてくる。
ミップ
球状の体にペスト医師のマスクのような頭とバッタのような脚がついた中型のキーパー。侵入者を見つけるとジャンプして踏みつけ攻撃をしてくる。腹部が弱点。
フェードン
ある遺跡の地下道で戦う中型のキーパー。浮遊しながら高速で動き回り大砲を撃ってくる。
ガトラー
遺跡を守る四足歩行の大型キーパー。非常に硬い装甲で身を守りつつ、レーザーと爆風で周囲を焼き付くす。
ダダルー
遺跡を守る大型のキーパー。最初は移動せずにだるま落としのような体の各段についた砲口からレーザーを撃って攻撃してくるが、ダメージを与えていくと人型に変形して腕を振り回しながら突進攻撃をしてくる。
ドングル
ダンパーコック遺跡を守る大型のキーパー。何故か右腕が千切れているが、左手には野球のグローブを嵌めたような大きな手が付いており、これを使って近づく敵を凪ぎ払う。
バルブマッシュ
バルブエア遺跡を守るキノコのような形をした大型キーパー。侵入者を見つけるとピックルやピックスといった小型のキーパーを呼び出すほか、自らは頭部から時限爆弾を吐き出し、足元から衝撃波を放出して攻撃する。閃光を発してジュクルの陣形を変えてしまう能力も持つ。
ロックラー
軍事用に改良された二足歩行の大型のワーカー。武装は無いものの高出力の蒸気機関が生み出す怪力を生かし、巨大な岩を投げつけてくる。作中ではクラベス中尉のほかに、名無しのフューエル大佐の部下やクランクベルト国の兵士など様々な敵が使用する。
ドリタンク
クラベス中尉が操る軍事用の大型ワーカー。地底戦車のようなデザインで、先端のドリルを武器に高速で走り回る。車体の下には大砲も装備している。
オブギョー
慈天斎が操るO-EDO製の大型ワーカー。茶運び人形のような姿をしており、土下座の要領で繰り出す強烈な頭突きと口から吐き出す火炎放射が武器。
トルネーダー
フューエル大佐が操る大型ワーカー。作中登場するカラクリの中では一位二位を争う大型の機体で、時限爆弾の投下や突進といった攻撃手段のほかに自らの腕を使って竜巻を起こすことも出来る。
バトラー
ロックラーを改良した軍事用ワーカー。ブースターを背負い、俊敏な動作でミサイルによる遠距離攻撃と近接攻撃を使い分ける。
ゼロジュクル
ある目的の為に古代人達が作り上げたジュクルのプロトタイプとされる巨大なキーパー。星の中心部で椅子に座った姿でナット達を待ち受ける。本作のラストボスで、ボスのなかではダダルーと並んで行動の変化を伴う2形態を持ち、第一形態では目の部分からレーザーを放つのみだが、第二形態ではレーザー以外にエネルギーを纏わせた右手による平手打ちや足を踏み鳴らすことで天井を落下させたりといった攻撃を繰り出すようになる。いずれの形態でもゼロジュクル本体に直接攻撃することは出来ないが、第一形態では戦闘開始と同時にフィールドに出現する光る石のようなものが嵌め込まれた4枚の板が、第二形態ではゼロジュクルの周囲を別々の軌道を描いて周期的に回転するようになる4つの球が弱点となる。